# Comuna de Główczyce
Główczyce (polaco: Gmina Główczyce) é uma gminy (comuna) na Polónia, na voivodia de Pomerânia e no condado de Słupski. A sede do condado é a cidade de Główczyce.
De acordo com os censos de 2004, a comuna tem 9359 habitantes, com uma densidade 28,9 hab/km².

## Área
Estende-se por uma área de 323,81 km², incluindo:
- área agricola: 58%
- área florestal: 28%

## Demografia
Dados de 30 de Junho 2004:
|                      | Total   | Total | Mulheres | Mulheres | Homens  | Homens |
| -------------------- | ------- | ----- | -------- | -------- | ------- | ------ |
|                      | pessoas | %     | pessoas  | %        | pessoas | %      |
| População            | 9359    | 100   | 4586     | 49       | 4773    | 51     |
| Densidade (pop./km²) | 28,9    | 100   | 14,2     | 14,2     | 14,7    | 14,7   |

De acordo com dados de 2002, o rendimento médio per capita ascendia a 1444,42 zł.

## Comunas vizinhas
- Damnica, Nowa Wieś Lęborska, Potęgowo, Redzikowo, Smołdzino, Wicko